# Cisitalia 360
La Cisitalia 360, chiamata anche Porsche 360 Cisitalia o Cisitalia-Porsche 360 Grand Prix, è un'automobile da competizione, prodotta dalla casa automobilistica italiana Cisitalia su progetto di Ferdinand Porsche nel 1949.
La vettura, che doveva partecipare alle gare di Formula Gran Prix e della neonata Formula 1, non vide mai l'asfalto della pista a causa dei problemi finanziari in cui versava all'epoca la Cisitalia rimanendo allo stadio prototipale.

## Storia
L'auto fu commissionata da Piero Dusio già nel 1946, quando pagò una grossa somma di denaro per la scarcerazione di Ferdinand Porsche dal carcere francese in cui era detenuto. Ottenuta la libertà grazie a quel denaro, Porsche completò la vettura dopo solo 16 mesi.

## Tecnica

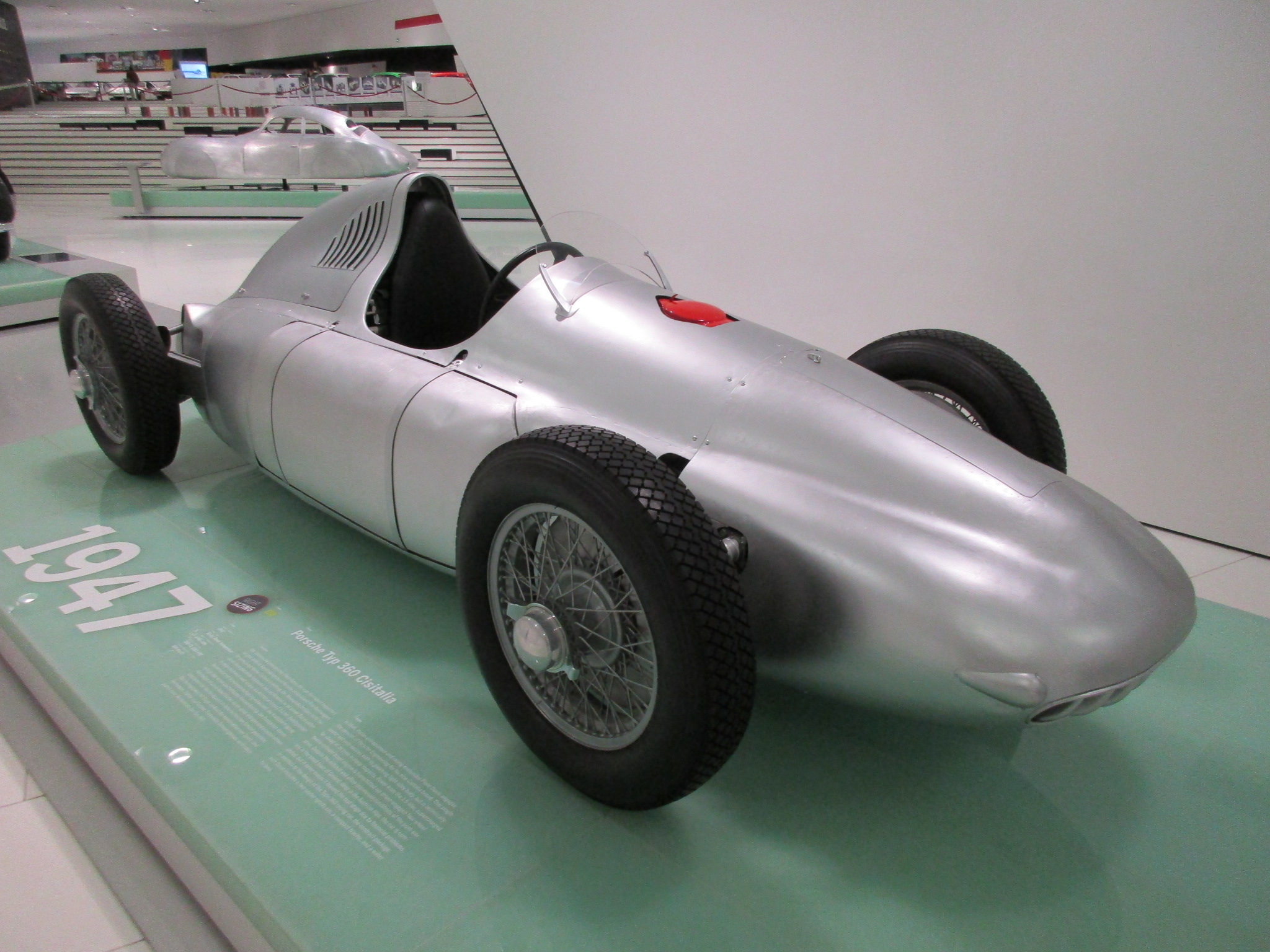
Frontale della vettura

Come base di partenza per la costruzione della vettura, venne usata una Auto-Union dotata di un motore 12 cilindri boxer sovralimentato da 2482,56 cm3 con alesaggio per corsa rispettivamente di 53 x 56 mm, che erogava 327 CV (244 kW) a 9000 giri/min.

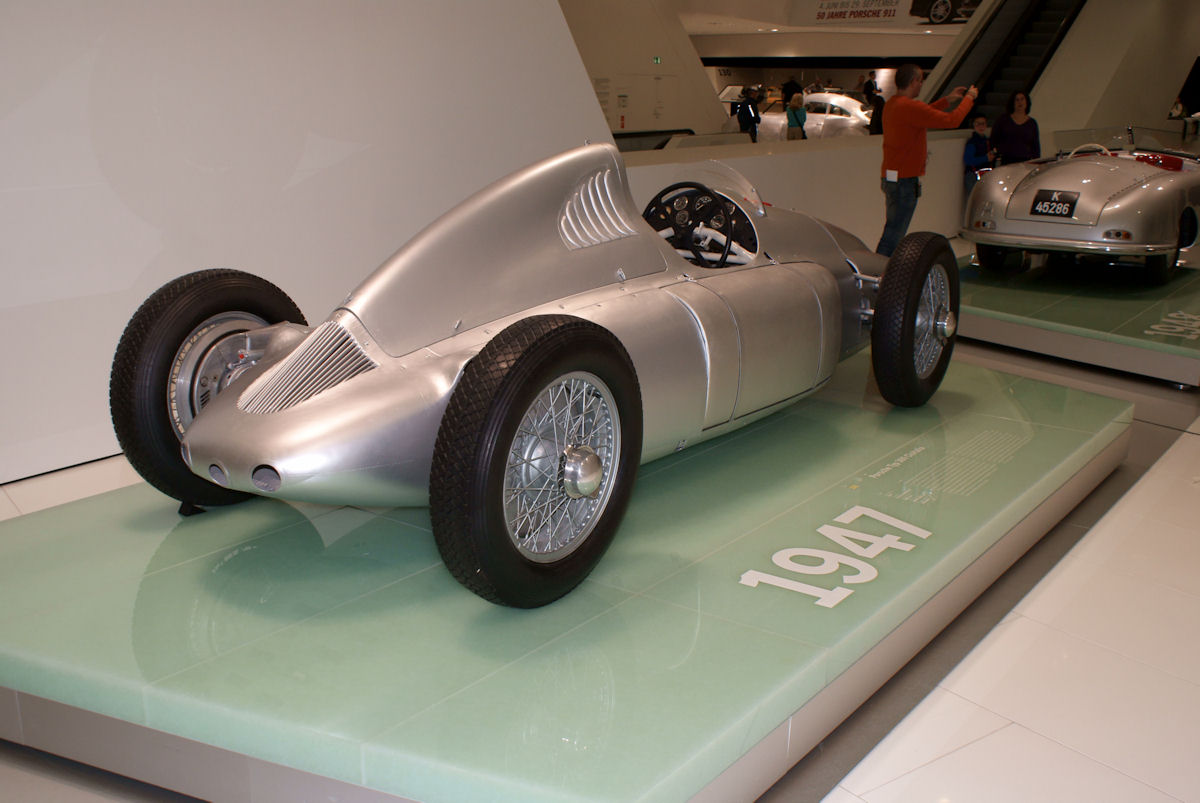
Posteriore della vettura

La versione definitiva della 360 definitiva fu costruita in Italia in un unico esemplare dal personale Cisitalia con l'aiuto dell'ex dipendente Porsche Robert Eberan von Eberhorst; la vettura era dotata di un motore 12 cilindri boxer sovralimentato mediante compressore montato in posizione centrale da 1492,58 cm3 (56 x 50,5 mm) che erogava una potenza di circa 300 CV (224 kW) a 8500 giri/min e raggiungeva una velocità massima di circa 300 km/h. Test al banco successivi mostrarono una potenza di circa 385 CV (287 kW) a 10500 giri/min. Il telaio era un tubolare a traliccio in alluminio. Meccanicamente presentava un innovativo sistema di trazione integrale con abbinato ad un cambio montato posteriormente di tipo sequenziale a 5 marce, che inviava la potenza attraverso un albero di trasmissione a un differenziale anteriore, che all'occorrenza poteva essere disinserito. Le sospensioni erano indipendente su tutte le ruote.
L'auto presentava varie caratteristiche maturate durante l'esperienza di Porsche con le monoposto dell'Auto Union Grand Prix prebelliche, specialmente nel layout meccanico e nel design aerodinamico della carrozzeria, tant'è che la Cisitalia 360 fu anche definitiva una sorta "Auto Union Typ E", seguendo e raccogliendo la denominazione delle Auto Union degli anni '30.